# 足利アナーキー
『足利アナーキー』（あしかがアナーキー）は、吉沢潤一による日本の漫画作品。『ヤングチャンピオン』（秋田書店）にて2009年No.6から2012年No.4まで連載された。栃木県足利市を舞台にしたヤンキー漫画である。

## あらすじ
ファンキーでジャップな日本をパンクでマザーファッカーに染めるためにハルキはギャングを作り日本一を目指す。

## 登場人物
黒澤 春樹（くろさわ はるき）
本作の主人公。ヤクザから毎年一位でスカウトされる程の実力を持つ喧嘩屋。パンクでマザーファッカーな高校生。
真壁 風雅（まかべ かざまさ）
ハルキの同級生。読者モデルにもかかわらず、日々ハルキと喧嘩を共にするクールなアウトロー。
大崎 貴史（おおざき たかし）
過去に1人で族狩りしていたことから『族狩りの魔人』の異名を持つ巨体の持ち主。
奈留島 輝（なるじま ひかる）
天真爛漫な性格と無邪気な振る舞いからは想像出来ない常軌を逸した狂人的な側面を持つ。

## 書誌情報
- 吉沢潤一 『足利アナーキー』 秋田書店〈ヤングチャンピオンコミックス〉、全7巻
  1. 2009年10月20日発売 ISBN 978-4-253-14687-6
  2. 2010年1月20日発売 ISBN 978-4-253-14688-3
  3. 2010年6月18日発売 ISBN 978-4-253-14689-0
  4. 2010年12月20日発売 ISBN 978-4-253-14690-6
  5. 2011年5月20日発売 ISBN 978-4-253-14698-2
  6. 2011年10月20日発売 ISBN 978-4-253-14701-9
  7. 2012年3月19日発売 ISBN 978-4-253-14706-4